# Clobutinol
Clobutinol é um fármaco utilizado contra a tosse. Foi introduzido no mercado em 1961 e retirado do mercado pela Boehringer Ingelheim em 2007 de forma voluntária, pelos riscos coronarianos apresentados.